# Фото Томев
Фото Спиров Томев (на английски: Foto S. Tomev) е български общественик от Македония, емигрантски деец в Торонто, Канада, художник.

## Биография
Фото Томов е роден през 1899 година в костурското село Желево, тогава в Османската империя. Получава началното си образование в българското училище в родното си село.
През 1915 година емигрира в Канада заедно с родителите си Спиро и Мария Томеви. През 1923-1924 година завършва с отличие академия по изобразителни изкуства в Торонто. Занимава се с фотография, рисува картини, записва приказки от родния си край и издава кратка история на Желево. Носител е на различни награди.
Членува в Желевското благотворително братство в Торонто. През 1929 година е избран за негов секретар. През същата година е и председател на Младежкото дружество към Братството. През 1931 година се жени за Димка, родом от кайлярското село Емборе.